# Smile – Siehst du es auch?
Smile – Siehst du es auch? (Originaltitel Smile) ist ein Horror-Thriller von Parker Finn, der am 29. September 2022 in die deutschen und am darauffolgenden Tag in die US-Kinos kam.

## Handlung
Dr. Rose Cotter arbeitet in der psychiatrischen Abteilung eines Krankenhauses und bekommt die verstörte Patientin Laura Weaver zugewiesen. Die junge Frau gibt an, kürzlich Zeugin des Suizids ihres Uniprofessors Gabriel Muñoz gewesen zu sein und seitdem von einer mysteriösen Kreatur verfolgt zu werden, die allerlei Gestalten annehmen kann und stets lächelt. Rose hält die Schilderungen von Laura für Halluzinationen, doch ihre Patientin bricht in Panik aus, als sie die Kreatur im Raum verortet, und bringt sich mit einer Porzellanscherbe um. In der Folge beginnt auch Rose, die seltsam lächelnde Gestalt zu sehen, so zunächst in Form ihres Patienten Carl Renken. Aufgrund ihrer daraus resultierenden Verhaltensänderungen schließt ihr Vorgesetzter Dr. Morgan Desai auf Überarbeitung und gibt Rose bezahlten Urlaub.
Auf der Geburtstagsfeier ihres Neffen Jackson kommt es für Rose zur nächsten Konfrontation mit der Kreatur, als diese das Geburtstagsgeschenk gegen die ermordete Familienkatze Mustache austauscht. Weder ihre Schwester Holly noch Rose’ Verlobter Trevor schenken ihren Ausführungen Glauben und schotten sich zunehmend von ihr ab. Auch ihre ehemalige Psychotherapeutin Dr. Madeline Northcott ist davon überzeugt, dass ihre Einbildungen einem kindlichen Trauma – ausgelöst durch den Suizid ihrer Mutter – entstammen. Rose beginnt daraufhin, den Vorkommnissen auf eigene Faust auf den Grund zu gehen, und wendet sich dafür zunächst an Victoria Muñoz. Durch die Witwe erfährt sie, dass auch Gabriel Zeuge eines Selbstmordes wurde, ehe er sich kurze Zeit später vor Laura umbrachte.
Ein Muster erkennend, wendet sich Rose an ihren Ex-Freund Joel, der durch seine Tätigkeit als Ermittler Zugriff auf den Polizeicomputer hat. Beide können immer weitere Mitglieder der Selbstmord-Kette ausfindig machen, erkennen so aber auch, dass Rose womöglich nur noch wenig Zeit bleibt. Schließlich stoßen beide auf den Fall von Robert Talley, der ebenfalls Teil der Kette war, im Gegensatz zu allen anderen Opfern aber überleben konnte. Rose besucht Talley im Gefängnis und bringt so in Erfahrung, wie sie ihrem eigenen Selbstmord entgehen kann: sie muss eine andere Person öffentlich umbringen, damit die mysteriöse Kreatur auf den nächsten Zeugen übergehen kann. In ihrer Verzweiflung spielt Rose mit dem Gedanken, ihren Patienten Carl vor den Augen von Morgan im Krankenhaus zu ermorden, entscheidet sich letztendlich jedoch gegen das Vorhaben.
Stattdessen versucht Rose die Kette zu durchbrechen, indem sie sich der Kreatur an einem abgelegenen Ort ohne Zeugen stellt. In ihrem verlassenen Elternhaus wird Rose von der Kreatur mit dem Suizid ihrer Mutter und ihrer unterlassenen Hilfeleistung konfrontiert. Rose versucht sich davon zu überzeugen, dass die ganze Situation nur ihrer eigenen Psyche entspringt, doch auch ihr vermeintlicher Sieg über die Kreatur stellt sich nur als eine Einbildung heraus. Als Joel die Szenerie betritt, muss er mitansehen, wie sich Rose lächelnd selbst anzündet.

## Produktion

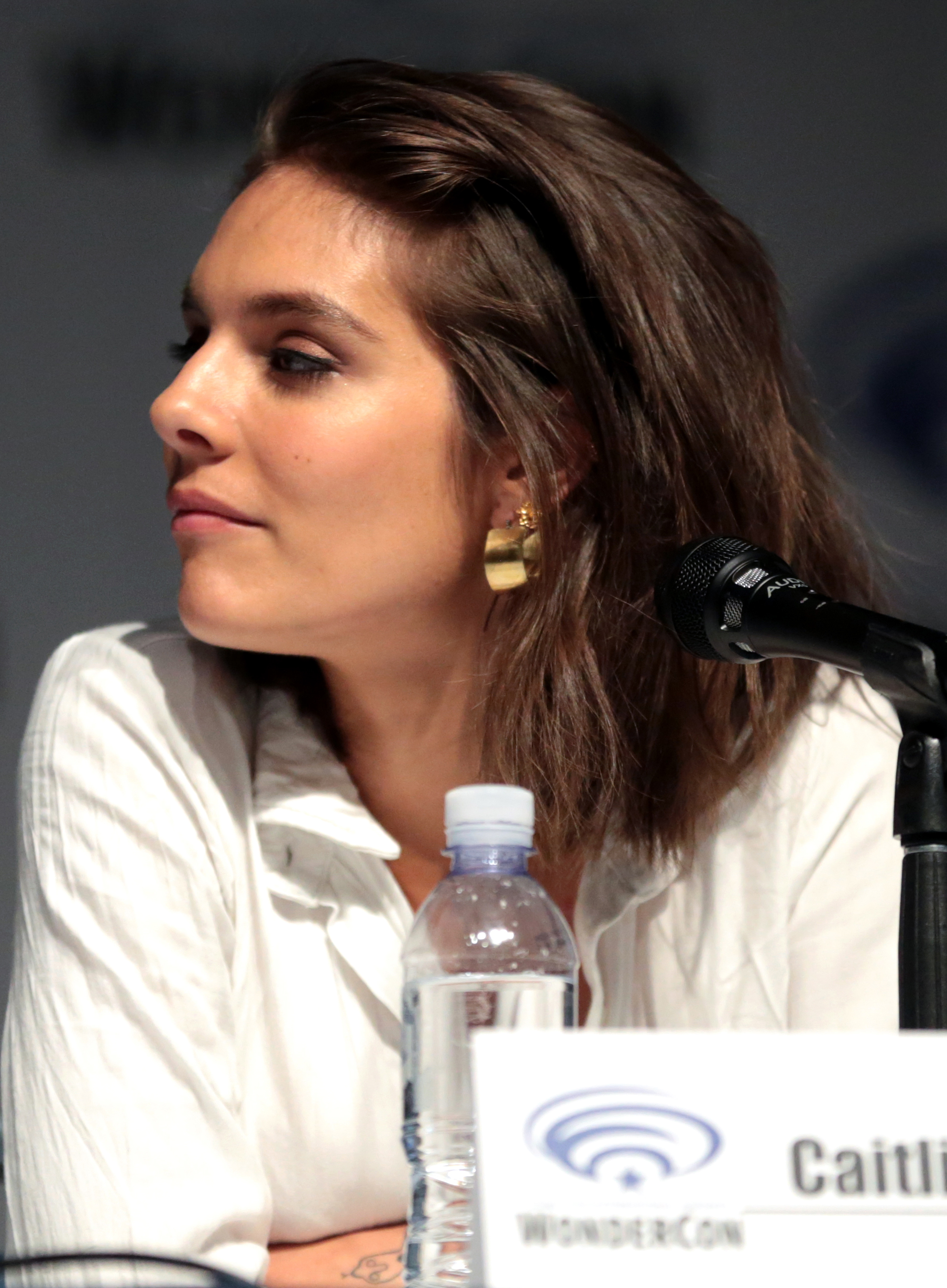
Caitlin Stasey spielte Laura bereits in Finns Kurzfilm Laura Hasn’t Slept

Es handelt sich bei Smile – Siehst du es auch? um das Langfilmdebüt von Parker Finn. Der Film basiert auf seinem Kurzfilm Laura Hasn’t Slept von 2020.
Sosie Bacon, die Tochter von Kevin Bacon, spielt in der Hauptrolle die Psychiaterin Dr. Rose Cotter. Caitlin Stasey, die die Doktorandin Laura Weaver spielt, war in Finns Laura Hasn’t Slept in der Titelrolle zu sehen. Jessie Usher spielt Rose’ Verlobten Trevor, Gillian Zinser ihre Schwester Holly. Robin Weigert ist in der Rolle von Rose’ eigener Therapeutin Dr. Madeline Northcott zu sehen. Kyle Gallner spielt Rose’ Ex-Freund Joel, einen Polizisten, dem sie sich anvertraut. Kal Penn spielt Rose’ Chef Dr. Morgan Desai.
Die Dreharbeiten mit Kameramann Charlie Sarroff erfolgten vom 11. Oktober bis zum 24. November 2021 unter dem Arbeitstitel Something’s Wrong With Rose in New Jersey.
Die Filmmusik komponierte Cristobal Tapia de Veer. Das Soundtrack-Album mit 34 Musikstücken wurde am 30. September 2022 von Paramount Music als Download veröffentlicht.
Die Weltpremiere erfolgte am 22. September 2022 beim Fantastic Fest. Am 29. September 2022 kam der Film in die deutschen und am darauffolgenden Tag in die US-Kinos.

## Synchronisation
Die deutschsprachige Synchronfassung entstand im Auftrag der Splendid Synchron GmbH in Berlin, wobei Marius Clarén das Dialogbuch schrieb und Boris Tessmann die Dialogregie verantwortete.
| Rolle                  | Schauspieler   | Synchronsprecher  |
| ---------------------- | -------------- | ----------------- |
| Dr. Rose Cotter        | Sosie Bacon    | Alice Bauer       |
| Joel                   | Kyle Gallner   | Nico Sablik       |
| Trevor                 | Jessie Usher   | Julien Haggège    |
| Laura Weaver           | Caitlin Stasey | Magdalena Höfner  |
| Dr. Madeline Northcott | Robin Weigert  | Sabine Arnhold    |
| Robert Talley          | Rob Morgan     | Oliver Stritzel   |
| Dr. Morgan Desai       | Kal Penn       | Jaron Löwenberg   |
| Carl Renken            | Jack Sochet    | Uve Teschner      |
| Holly                  | Gillian Zinser | Alma Maja Ernst   |
| Greg                   | Nick Arapoglou | Alexander Doering |
| Jackson                | Matthew Lamb   | Artur Lacdao      |
| Victoria Munoz         | Judy Reyes     | Svantje Wascher   |
| Rose’ Mutter           | Dora Kiss      | Magdalena Helmig  |

## Rezeption

### Altersfreigabe
In den USA erhielt der Film von der MPAA ein R-Rating, was einer Freigabe ab 17 Jahren entspricht. In Deutschland wurde der Film von der FSK ab 16 Jahren freigegeben. In der Freigabebegründung heißt es, der Film enthalte einige Gewaltszenen, die teils drastisch bebildert seien, aber nicht reißerisch ausgespielt oder verherrlicht würden. Insbesondere die Selbsttötungen könnten Jugendliche ab 16 Jahren als Teil einer realitätsfernen Horrorgeschichte betrachten.

### Kritiken und Einspielergebnis
Von den bei Rotten Tomatoes aufgeführten Kritiken sind 80 Prozent positiv. Die durchschnittliche Bewertung liegt bei 6,6/10. Auf Metacritic erhielt der Film einen Metascore von 68 von 100 möglichen Punkten.
Sebastian Seidler vom Filmdienst schreibt, in seinem Langfilmdebüt gelinge Regisseur Parker Finn das Kunststück, sich einerseits vor seinen filmischen Vorgängern zu verbeugen und gleichzeitig die Motive so geschickt zu variieren, dass daraus etwas überraschend Eigenständiges entsteht. Der offensichtlichste Bezugspunkt liege in It Follows von David Robert Mitchell, und Smile borge sich davon die virale Logik, dass eine Art Fluch oder Dämon durch den Kontakt mit anderen Menschen weitergereicht wird. Auch in der Kameraarbeit, die mit langsamen Schwenks und Drehbewegungen das Lauernde unaufhaltsam andeutet und eine spannungsvolle Ahnung aufsteigen lässt, erkennt Seidler eine deutliche Hommage. Der Regisseur verstehe sich aufs Handwerk der Angst, und im Film entfalte sich eine visuelle Erschütterung der Welt, ein bildhafter Verfolgungswahn, der immer nah an der Hauptfigur bleibe, durch deren Augen man das Geschehen erlebt.
Selina Hangartner schreibt im Filmbulletin, Smile sei randvoll mit Jump-Scares und Schock-Effekten gefüllt, die über die gesamte Laufzeit an den Nerven zerrten, was Spaß machen könne, den Film aber auch zur Tour-de-Force durch ein nicht enden wollendes Gruselkabinett werden lasse. Bei allen überraschenden Schnitten und nervenaufreibenden Nahaufnahmen bleibe dann auch wenig Energie für narrative Innovation und Tiefgang, doch gebe es ein in die Knochen gehendes Sounddesign und eine Sosie Bacon, die ihre Figur auch mit wenig Grundlage noch fesselnd zu gestalten wisse.
Die weltweiten Einnahmen des Films aus Kinovorführungen belaufen sich auf 216,1 Millionen US-Dollar. In den deutschen Kinos zählt der Film 1.313.639 Besucher.

### Auszeichnungen
Critics’ Choice Super Awards 2023
- Nominierung als Bester Horrorfilm[18]

MTV Movie & TV Awards 2023
- Nominierung als Bester Film
- Nominierung für die Furchterregendste Darbietung (Sosie Bacon)[19]

Saturn-Award-Verleihung 2024
- Nominierung als Bester Horrorfilm

## Fortsetzung
Im April 2023 kündigte Paramount auf der CinemaCon offiziell eine Fortsetzung zum Film an. Smile 2 – Siehst du es auch? kam am 17. Oktober 2024 in die deutschen und am darauffolgenden Tag in die US-amerikanischen Kinos.